# Duramadre
La duramadre es la meninge exterior que protege al sistema nervioso central (encéfalo y médula espinal). 
En la columna es un cilindro hueco formado por una pared fibrosa y espesa, sólida y poco extensible. Se extiende hasta la segunda o la tercera vértebra sacra. Tanto la piamadre como la aracnoides reciben el nombre de leptomeninge.
La superficie interna es lisa y pulida y corresponde a la capa endóstica, mientras que la externa es regularmente redondeada y responde a las paredes óseas y ligamentosas del conducto vertebral, corresponde a la capa meninge (duramadre propiamente dicha que no continúa en el canal vertebral), de las que está separada por el espacio epidural. Esta última, libre en su parte posterior, anteriormente se halla en contacto con el ligamento longitudinal posterior. En sentido lateral, se prolonga alrededor de cada nervio espinal, al que acompaña adelgazándose cada vez más por fuera del foramen intervertebral.
El extremo superior continúa sin límites netos con la duramadre craneal. Por su superficie externa, se adhiere al foramen magno y al atlas. El extremo inferior constituye el fondo de saco dural, que se detiene a nivel de S2-S3. Contiene a la cola de caballo y al filum terminale. Este último en la parte más inferior del saco dural, perfora a la duramadre, que se aplica contra él envainándolo. Desciende hasta la primera vértebra coccígea. La duramadre se adhiere a la cara anterior del conducto sacro.

## Especializaciones
Las especializaciones son áreas específicas de la duramadre, como la Falx cerebri u hoz del cerebro, donde la duramadre sube hacia la superficie y se pliega en la línea media del cerebro, dando lugar al  zona que separa el hemisferio derecho del izquierdo. Va dentro de la cisura interhemisférica.  
La especialización Falx cerebelli u hoz del cerebelo va entre los hemisferios cerebelares. El Tentorium cerebelli, también llamada tienda del cerebelo, es un área de la duramadre que se sitúa perpendicular al falx cerebri, que va entre el lóbulo occipital y el cerebelo. 
Estas zonas de especialización o expansiones no son más que prolongaciones situadas entre diferentes partes del encéfalo a las cuales separan. Las expansiones dispuestas sagitalmente son la hoz del cerebelo y la hoz del cerebro; las expansiones dispuestas horizontalmente son la tienda del cerebelo, la tienda del bulbo olfatorio, el cavum de Meckel (que recubre al ganglio del nervio trigémino) y el diafragma de la silla turca. 
Otra área de especialización son zonas donde la sangre venosa se colecta de regreso al corazón, que son los senos venosos.

### Senos venosos
La duramadre craneal y la espinal tienen diferencias que las caracterizan. 
La duramadre craneal presenta una capa vascularizada en contacto con la superficie ósea interna del cráneo. Esta meninge presenta senos venosos, los cuales están recubiertos por endotelio, estos senos se forman por desdoblamiento de la duramadre, llevan sangre venosa. Los senos venosos pueden ser divididos en pares e impares.
Senos venosos pares:
- Seno transverso, que rodea transversalmente el tentorium cerebelli
- Seno sigmoideo
- Seno cavernoso[8]
- Senos petrosos superiores e inferiores
- Senos esfenoparietales

Senos venoso impares:
- Seno sagital superior, situado en el borde superior del falx cerebri
- Seno sagital inferior, situado en el borde inferior del falx cerebri
- Seno occipital
- Seno recto
- Seno parietal, etc.